# Приони, мобо (албум)
„Приони, мобо: изворне српске песме“ је први албум женског певачког састава „Моба“ из Београда. У облику аудио касете објавила га је београдска кућа „Биљег - балканско и словенско издаваштво“ 1994. године.
На албуму су учествовале Јелена Јовановић, Светлана Спајић, Александра Павићевић, Сања Станковић, Сања Радиновић и Звездана Миловић, у сарадњи са Дарком Мацуром, као ментором и копродуцентом.

## Списак песама
А страна
1. Мобу зове Јово момче младо (2,05), жетелачка, на бас, Рибашевина код Ужица
2. Приони, мобо, за лада (2,30), жетелачка, Рибашевина код Ужица
3. Лепо певам, далеко се чује (2,00)
4. Три девојке збор збориле (2,00), Сеча Река код Ужица
5. Ој девојко, коласта јабуко (1,20)
6. Чувам овце у ливади доле (4,20), чобанска, Јарменовци код Тополе
7. Ја посади виту јелу (3,15)
8. Извор вода извирала, ладна ледена (2,05), жетелачка, на глас, Црнућа под Рудником
9. Девојчица цвеће брала па је заспала (2,00), жетелачка, на глас, Ваљевска Подгорина

Б страна
1. Смиљ девојка покрај горе брала (2,55), славска, из Черовнице код Косовске Митровице
2. Ој девојче, често ли ме сањаш? (1,50)
3. Заспала Јока Богутовка (2,20), на глас, Растошница, Подриње
4. Крај бунара зелени се трава (1,50), на бас, Рибашевина код Ужица
5. Шта се сјаји ју гору зелену (1,40), сватовска, околина Сокобање
6. Јанко проси ју далек девојку (2,45), Рујиште код Бољевца
7. Ђевојко ружо румена (1,05), сватовска, Рибашевина код Ужица
8. Нишну се звезда (3,55), из Мањка код Врања
9. Кићено небо звездама (3,30)

## Подаци о издању
Извођења
- Јелена Јовановић (А6, Б1, Б7, прати у А9, Б6)
- Светлана Спајић (А1, А2, А3, А9, Б3, прати у А8, Б5)
- Александра Павићевић (А4, А5, прати у А8, Б3, Б7)
- Сања Станковић (А2, Б4,Б5, Б6, Б8)
- Сања Радиновић (А7, Б9)
- Звездана Миловић (А8, Б2)

Продукција
- Издавач: „Биљег – Балканско и словенско издаваштво“, Београд, 1993 (АК-003)
- Снимано у студију „Академија“, Београд, април 1994
- Продукција: „Моба“ и Дарко Мацура
- Сниматељ: Горан Живковић
- Фотографија: Милинко Стефановић
- Дизајн: Бобан Кнежевић
- Рецензент: Бојан Жикић
- Директор: Милинко Стефановић
- Уредник: Зоран Стефановић